# Rodrigues Mingas
Rodrigo Rodrigues Mingas é um comandante militar franco-angolano, líder da Frente de Libertação do Enclave de Cabinda - Posição Militar, a FLEC/PM, uma fracção guerrilheira do movimento separatista que luta desde 1975 pela independência da província angolana de Cabinda.
Rodrigues Mingas vivia exilado na França (por possuir dupla nacionalidade) e tentou fuga para vários países europeus após o ataque contra a Seleção Togolesa de Futebol em 2010. Foi preso pela justiça francesa e condenado pela participação no referido ato terrorista.

## Ataque no autocarro da selecção de futebol do Togo
A 8 de janeiro de 2010, enquanto era escoltado por forças angolanas através do território de Cabinda, o autocarro da selecção nacional de futebol do Togo foi atacado por homens armados pertencentes à FLEC/PM durante a viagem para o torneio da Taça das Nações Africanas de 2010. O tiroteio que se seguiu resultou na morte do assistente técnico, do porta-voz da equipa e do motorista do autocarro, além de ferir vários outros.